# Imma obliquefasciata
Imma obliquefasciata är en fjärilsart som beskrevs av Walsingham 1900. Imma obliquefasciata ingår i släktet Imma och familjen Immidae. Inga underarter finns listade i Catalogue of Life.